# الدوري الكويتي 1975–76
أقيمت بطولة الدوري الكويتي الخامسة عشرة في موسم 1975/1976، وقد شارك في البطولة 8 فرق، وقد استطاع نادي القادسية الكويتي بأن يفوز بلقب البطولة للمرة الخامسة في تاريخه والثانية على التوالي.

## ترتيب الفرق
| الفريق                | لعب | فاز | تعادل | خسر | له | عليه | النقاط |
| --------------------- | --- | --- | ----- | --- | -- | ---- | ------ |
| نادي القادسية الكويتي | 14  | 10  | 4     | 0   | 44 | 14   | 24     |
| نادي الكويت           | 14  | 11  | 0     | 3   | 38 | 11   | 22     |
| نادي العربي الكويتي   | 14  | 6   | 4     | 4   | 15 | 13   | 16     |
| نادي السالمية         | 14  | 5   | 1     | 8   | 12 | 23   | 11     |
| نادي الشباب الكويتي   | 14  | 5   | 1     | 8   | 18 | 35   | 11     |
| نادي اليرموك          | 14  | 4   | 2     | 8   | 13 | 19   | 10     |
| نادي كاظمة            | 14  | 3   | 4     | 7   | 11 | 19   | 10     |
| نادي التضامن          | 14  | 3   | 2     | 9   | 8  | 25   | 8      |

## هداف البطولة
- جاسم يعقوب (القادسية) 15 هدف.

## أرقام من البطولة
- أكثر الفرق تحقيقا للفوز هو نادي الكويت ب11 فوز.
- أقل الفرق تحقيقا للفوز هما نادي كاظمة ونادي التضامن ب3 انتصارات.
- أكثر الفرق تعرضا للتعادل هم نادي القادسية الكويتي ونادي العربي الكويتي ونادي كاظمة بأربعة تعادلات.
- أقل الفرق تعرضا للتعادل هو نادي الكويت حيث لم يتعادل.
- أكثر الفرق تعرضا للخسارة هو نادي التضامن ب9 هزائم.
- أقل الفرق تعرضا للخسارة هو نادي القادسية الكويتي حيث لم يهزم.
- أكثر الفرق تسجيلا للأهداف هو نادي القادسية الكويتي ب44 هدف.
- أقل الفرق تسجيلا للأهداف هو نادي التضامن ب8 أهداف.
- أكثر الفرق استقبالا للأهداف هو نادي الشباب الكويتي ب35 هدف.
- أقل الفرق استقبالا للأهداف هو نادي الكويت ب11 هدف.